# Liste des règnes européens les plus longs
Cette page comprend la liste des règnes de souverains européens supérieurs à 50 ans.
Les souverains ayant changé le nom de leur territoire (ex : royaume de Sicile, qui devint, en 1816, le royaume des Deux-Siciles, à la suite de sa fusion avec le royaume de Naples) sont également comptés, s'ils ont atteint les cinquante années de règne.
Seuls les souverains d'États indépendants sont comptés (ne sont pas pris en compte les petits seigneurs féodaux) et sont exclus les souverains légendaires, qui dépassent souvent cette limite d'âge.
Les souverains de Turquie et du Caucase ne sont pas comptés dans cette liste, mais dans la liste asiatique. 
Le souverain régnant actuellement depuis le plus longtemps est le roi Charles XVI Gustave de Suède, depuis 51 ans, 10 mois et 21 jours.

## Monarques d'États souverains
Les empereurs et rois sont indiqués en caractères gras dans les tableaux ci-dessous.

### Règne supérieur à 80 ans
| Rang | Portrait | Nom                              | Drapeau | Début de règne | Fin de règne | Durée                      |
| ---- | -------- | -------------------------------- | ------- | -------------- | ------------ | -------------------------- |
| 1    |          | Bernard VII de Lippe (1428-1511) |         | 11 août 1429   | 2 avril 1511 | 81 ans, 7 mois et 22 jours |

### Règne compris entre 70 et 80 ans
| Rang | Portrait | Nom                                                  | Drapeau | Début de règne   | Fin de règne       | Durée                      |
| ---- | -------- | ---------------------------------------------------- | ------- | ---------------- | ------------------ | -------------------------- |
| 2    |          | Guillaume IV de Henneberg-Schleusingen (1478-1559)   |         | 26 mai 1480      | 24 janvier 1559    | 78 ans, 7 mois et 29 jours |
| 3    |          | Henri XI Reuss-Greiz (1722-1800)                     |         | 17 mars 1723     | 28 juin 1800       | 77 ans, 3 mois et 11 jours |
| 4    |          | Christian-Auguste de Palatinat-Soulzbach (1622-1708) |         | 14 août 1632     | 23 avril 1708      | 75 ans, 8 mois et 9 jours  |
| 5    |          | Georges-Guillaume de Schaumbourg-Lippe (1784-1860)   |         | 13 février 1787  | 21 novembre 1860   | 73 ans, 9 mois et 8 jours  |
| 6    |          | Charles Ier de Bade (1728-1811)                      |         | 12 mai 1738      | 10 juin 1811       | 73 ans et 29 jours         |
| 7    |          | Jean-Louis de Nassau-Sarrebruck (1472-1545)          |         | 19 octobre 1472  | 4 juin 1545        | 72 ans, 7 mois et 16 jours |
| 8    |          | Louis XIV de France (1638-1715)                      |         | 14 mai 1643      | 1er septembre 1715 | 72 ans, 3 mois et 18 jours |
| 9    |          | Henri-Frédéric de Hohenlohe-Langenbourg (1625-1699)  |         | 29 janvier 1628  | 5 août 1699        | 71 ans, 6 mois et 7 jours  |
| 10   |          | Élisabeth II du Royaume-Uni (1926-2022)              |         | 6 février 1952   | 8 septembre 2022   | 70 ans, 7 mois et 2 jours  |
| 11   |          | Jean II de Liechtenstein (1840-1929)                 |         | 12 novembre 1858 | 11 février 1929    | 70 ans, 2 mois et 30 jours |
| 12   |          | Charles-Auguste de Saxe-Weimar-Eisenach (1757-1828)  |         | 28 mai 1758      | 14 juin 1828       | 70 ans et 17 jours         |

### Règne compris entre 60 et 70 ans
| Rang | Portrait | Nom                                        | Drapeau | Début de règne    | Fin de règne      | Durée                       |
| ---- | -------- | ------------------------------------------ | ------- | ----------------- | ----------------- | --------------------------- |
| 13   |          | Georges Ier d'Anhalt-Dessau (v. 1390-1474) |         | 19 janvier 1405   | 21 septembre 1474 | 69 ans, 8 mois et 2 jours   |
| 14   |          | François-Joseph Ier d'Autriche (1830-1916) |         | 2 décembre 1848   | 21 novembre 1916  | 67 ans, 11 mois et 19 jours |
| 15   |          | Constantin VIII (v. 960-1028) co-empereur  |         | 30 mars 962       | 11 novembre 1028  | 66 ans, 7 mois et 12 jours  |
| 16   |          | Basile II (958-1025) co-empereur           |         | 22 avril 960      | 15 décembre 1025  | 65 ans, 7 mois et 23 jours  |
| 17   |          | Ferdinand Ier des Deux-Siciles (1751-1825) |         | 6 octobre 1759    | 4 janvier 1825    | 65 ans, 2 mois et 29 jours  |
| 18   |          | Victoria du Royaume-Uni (1819-1901)        |         | 20 juin 1837      | 22 janvier 1901   | 63 ans, 7 mois et 2 jours   |
| 19   |          | Charles III de Lorraine (1543-1608)        |         | 12 juin 1545      | 14 mai 1608       | 62 ans, 11 mois et 2 jours  |
| 20   |          | Jacques Ier d'Aragon (1208-1276)           |         | 12 septembre 1213 | 27 juillet 1276   | 62 ans, 10 mois et 15 jours |

### Règne compris entre 50 et 60 ans
| Rang | Portrait | Nom                                                                         | Drapeau | Début de règne                                | Fin de règne                         | Durée                       |
| ---- | -------- | --------------------------------------------------------------------------- | ------- | --------------------------------------------- | ------------------------------------ | --------------------------- |
| 21   |          | Christian IV de Danemark (1577-1648)                                        |         | 4 avril 1588                                  | 28 février 1648                      | 59 ans, 10 mois et 24 jours |
| 22   |          | George III du Royaume-Uni (1738-1820)                                       |         | 25 octobre 1760                               | 29 janvier 1820                      | 59 ans, 3 mois et 4 jours   |
| 23   |          | Honoré III de Monaco (1720-1795)                                            |         | 7 novembre 1733                               | 19 janvier 1793                      | 59 ans, 2 mois et 12 jours  |
| 24   |          | Louis XV de France (1710-1774)                                              |         | 1er septembre 1715                            | 10 mai 1774                          | 58 ans, 8 mois et 9 jours   |
| 25   |          | Nicolas Ier de Monténégro (1841-1921)                                       |         | 13 août 1860 (prince souverain de Monténégro) | 26 novembre 1918 (roi de Monténégro) | 58 ans, 3 mois et 13 jours  |
| 26   |          | Philippe de Hesse-Philippsthal (1655-1721)                                  |         | 16 juillet 1663                               | 18 juin 1721                         | 57 ans, 11 mois et 2 jours  |
| 27   |          | Wilhelmine des Pays-Bas (1880-1962)                                         |         | 23 novembre 1890                              | 4 septembre 1948                     | 57 ans, 9 mois et 12 jours  |
| 28   |          | Jacques VI d'Écosse (Jacques Ier d'Angleterre à partir de 1603) (1566-1625) |         | 24 juillet 1567                               | 27 mars 1625                         | 57 ans, 8 mois et 3 jours   |
| 29   |          | Charles-Eusèbe de Liechtenstein (1611-1684)                                 |         | 12 février 1627                               | 5 avril 1684                         | 57 ans, 1 mois et 24 jours  |
| 30   |          | Charles II de Wurtemberg (1728-1793)                                        |         | 12 mars 1737                                  | 24 octobre 1793                      | 56 ans, 7 mois et 12 jours  |
| 31   |          | Eberhard-Louis de Wurtemberg (1676-1733)                                    |         | 23 juin 1677                                  | 31 octobre 1733                      | 56 ans, 4 mois et 8 jours   |
| 32   |          | Conrad III de Bourgogne (v. 925-993)                                        |         | 11 juillet 937                                | 19 octobre 993                       | 56 ans, 3 mois et 8 jours   |
| 33   |          | Alphonse VIII de Castille (1155-1214)                                       |         | 31 août 1158                                  | 5 octobre 1214                       | 56 ans, 1 mois et 4 jours   |
| 34   |          | Henri III d'Angleterre (1207-1272)                                          |         | 18 octobre 1216                               | 16 novembre 1272                     | 56 ans et 29 jours          |
| 35   |          | Rainier III de Monaco (1923-2005)                                           |         | 9 mai 1949                                    | 6 avril 2005                         | 55 ans, 10 mois et 28 jours |
| 36   |          | Frédéric Ier de Courlande (1569-1642)                                       |         | 17 mai 1587                                   | 17 août 1642                         | 55 ans et 3 mois            |
| 37   |          | Victor-Amédée II de Savoie (1666-1732)                                      |         | 12 juin 1675                                  | 3 septembre 1730                     | 55 ans, 2 mois et 22 jours  |
| 38   |          | Jean II de Navarre (1398-1479)                                              |         | 8 septembre 1425                              | 19 janvier 1479                      | 53 ans, 4 mois et 11 jours  |
| 39   |          | Frédéric Ier de Sicile (Frédéric II du Saint-Empire) (1194-1250)            |         | 28 septembre 1197                             | 13 décembre 1250                     | 53 ans, 2 mois et 15 jours  |
| 40   |          | Éric III de Norvège (Éric Ier de Poméranie) (v. 1382-1459)                  |         | 8 septembre 1389                              | 1er juin 1442                        | 52 ans, 8 mois et 24 jours  |
| 41   |          | Margrethe II de Danemark (1940-)                                            |         | 14 janvier 1972                               | 14 janvier 2024                      | 52 ans                      |
| 42   |          | Charles XVI Gustave de Suède (1946-)                                        |         | 15 septembre 1973                             | En cours                             | 51 ans, 10 mois et 21 jours |
| 43   |          | Haakon VII de Norvège (1872-1957)                                           |         | 18 novembre 1905                              | 21 septembre 1957                    | 51 ans, 10 mois et 3 jours  |
| 44   |          | François-Joseph II de Liechtenstein (1906-1989)                             |         | 25 juillet 1938                               | 13 novembre 1989                     | 51 ans, 3 mois et 19 jours  |
| 45   |          | Alphonse II des Asturies (760-842)                                          |         | 791                                           | 20 mars 842                          | Environ 51 ans              |
| 46   |          | Pierre IV d'Aragon (1319-1387)                                              |         | 24 janvier 1336                               | 6 janvier 1387                       | 50 ans, 11 mois et 13 jours |
| 47   |          | Sigismond Ier de Hongrie (1368-1437)                                        |         | 31 mars 1387                                  | 9 décembre 1437                      | 50 ans, 8 mois et 8 jours   |
| 48   |          | Édouard III d'Angleterre (1312-1377)                                        |         | 25 janvier 1327                               | 21 juin 1377                         | 50 ans, 4 mois et 27 jours  |
| 49   |          | Jeanne Ire de Castille (1479-1555)                                          |         | 26 novembre 1504                              | 12 avril 1555                        | 50 ans, 4 mois et 17 jours  |
| 50   |          | Ivan IV de Russie (1530-1584)                                               |         | 3 décembre 1533                               | 18 mars 1584                         | 50 ans, 3 mois et 15 jours  |
| 51   |          | Clotaire Ier de France (v. 498-561)                                         |         | 27 novembre 511 (roi de Soissons)             | 29 novembre 561 (roi des Francs)     | 50 ans et 2 jours           |